# Inländerrum

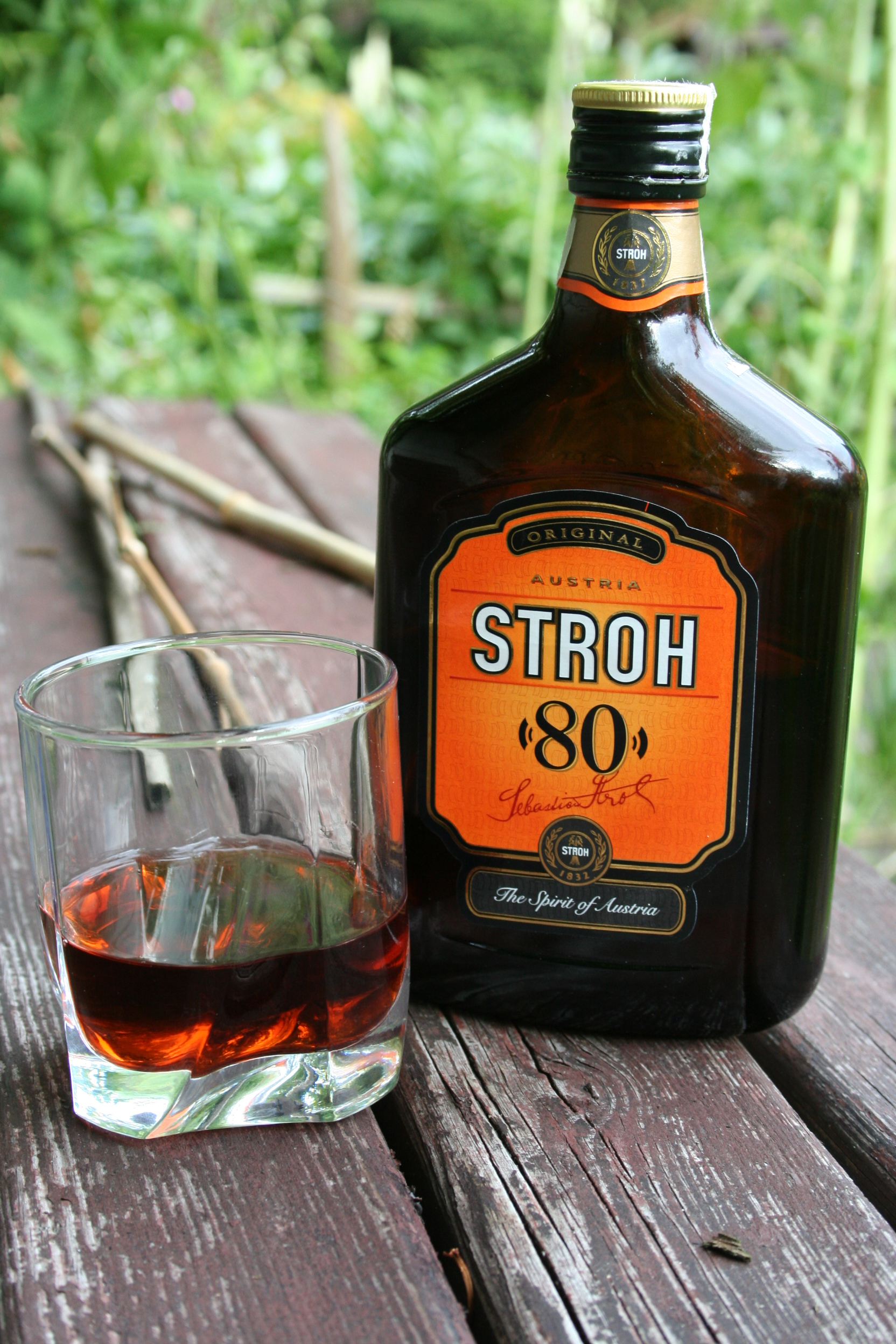
A Stroh 80 eredeti, nem rumból készült változata az eredetvédelem előtt.

Az Inländerrum (időnként Inländer-Rum vagy Inländer Rum, tükörfordításban „belföldi rum”) olyan osztrák szeszes ital, ami hivatalosan rumnak minősülő szeszből készül, az ízvilágát azonban a régi osztrák rumutánzatok hagyományos hozzávalóival alakítják ki, így a kész ital már nem minősül rumnak. Az Inländerrum 2007 előtt egyéb alkoholból készült rumutánzat volt, aminek a hagyományai a 18–19. századig nyúlnak vissza. Hasonló eredetvédett ital a szlovén domači rum. Az Osztrák–Magyar Monarchia más utódállamaiban is gyártanak rumutánzatokat, ezeket azonban gyakran szintetikus aromakészítményekkel ízesítik.

## Története
Az Inländerrum létrejöttét egyes források egy 19. századi kremsi gyógyszerészhez kötik, de az Osztrák Élelmiszerkönyv szerint a története több, mint 250 évre nyúlik vissza. Mivel a Habsburg Birodalomnak nem voltak – a rumgyártáshoz nélkülözhetetlen – cukornádat termelő gyarmatai, itt rum helyett Inländerrumot, vagyis „belföldi rumot”, egyéb alkohol fűszerezésével és befestésével készült rumutánzatot gyártottak.
Az Inländerrum függetlenedett a mintául szolgáló dél-amerikai rumoktól, és Mária Terézia idejében már egyaránt divatos volt az éttermekben, kávéházakban és bárokban, de elképzelhetetlenek voltak nélküle – különösen karácsony előtt és télen – a cukrász- és péksütemények is. A hagyományos osztrák-magyar sütemények nem valódi rummal, hanem Inländerrummal készültek. Kevert italokban is népszerűvé vált, például a Jägertee-ben.
Az Inländerrum elnevezéssel eredetileg a valódi, importált rumtól különböztették meg az italt, az Európai Unióban azonban csak cukornádból készült ital forgalmazható rumként, és Ausztria 1995-ös csatlakozását követően az Inländerrum elnevezést is csak 1998-ig engedélyezte a hasonló italokon. Ezért Ausztriában gyakran Inländer Spirituose (belföldi szesz), Csehországban Tuzemák, Tuzemský (belföldi), Magyarországon pedig Hajós és egyéb fantázianeveken árusították tovább az ilyen italokat. 2007-ben az osztrák Inländerrumot az Unió elfogadta hagyományos, eredetvédett szeszes italként azzal a feltétellel, hogy rumból készítik.
Az régi és új típusú Inländerrum az Osztrák–Magyar Monarchia utódállamaiban és Németországban is népszerűek. Ezekben az országokban a Klagenfurtban előállított Stroh az italfajta szinonímájává vált.
A bécsi konyha több helyi ételspecialitáshoz is használ Inländerrumot egyedi íze miatt.

## Szabályozása
Az Inländerrum Ausztria eredetvédett itala. Mivel nevében a „rum” szó is szerepel, ezt az elnevezést ma már csak valódi rum ízesítésével előállított változatok használhatják. Az Inländerrum készítéséhez csak Ausztriában főzött rum használható fel, és a felhasznált fűszereket is ezzel kell kivonatolni. Íze a 18. és 19. században a Karib-térségben előállított rumokét követi. Az Európai Unióban a rum nem ízesíthető, így hivatalosan a mai Inländerrum sem a rumok közé tartozik.
Az osztrák szabályozás értelmében a vásárló megtévesztésének minősül az Inländerrumoknál megszokott módon feltüntetni másfajta italok szeszfokát, illetve hozzá hasonló ízű és színű szeszes italt gyártani – a hagyományos (nem rumból készült) változat tehát semmilyen néven sem gyártható tovább Ausztriában.
A régi Inländerrumok hagyományos (egyéb alkoholból készült) magyarországi megfelelői a Hajós mellett például a Portorico 60 és Casino szeszes italok is, melyek azonban a 2011-es magyarországi jövedéki törvény miatt – mely a hagyományos szeszesital-kategóriáknak nem megfelelő termékekre magasabb adót vetett ki – eddigi formájukban megszűnőben vannak.

## Fordítás
- Ez a szócikk részben vagy egészben az Inländer-Rum című német Wikipédia-szócikk fordításán alapul.  Az eredeti cikk szerkesztőit annak laptörténete sorolja fel. Ez a jelzés csupán a megfogalmazás eredetét és a szerzői jogokat jelzi, nem szolgál a cikkben szereplő információk forrásmegjelöléseként.